# Unix-like
Unix-Like és un sistema operatiu semblant a Unix, que comparteix moltes de les característiques del sistema operatiu Unix, que va ser escrit, entre d'altres, el 1969 per Ken Thompson, Dennis Ritchie i Douglas McIlroy als Laboratoris Bell (Bell Labs).